# ずべ公番長 ざんげの値打もない
『ずべ公番長 ざんげの値打もない』（ずべこうばんちょう ざんげのねうちもない）は、1971年公開の日本映画。製作：東映。「ずべ公番長シリーズ」第4弾。

## あらすじ
赤城学園から出所したリカは、学園時代の知人であるみどりの父・村木の経営する自動車修理工場に就職する。
みどりの同棲相手・浜田は借金を抱えており、暴力団大矢組はそれを理由に村木の自動車修理工場にいやがらせをしていた。
リカは長子ら旧友たちと再会し、かつての仲間の一人であるマリが大矢組の元客分である夫・圭一の治療費調達のためにヌードスタジオで働いていることを知る。
大矢は浜田の借金を村木から取り立てようとして失敗し、今度はみどりを人質に取るが村木に取り返される。
大矢は、引退を考えていた圭一に最後の仕事として村木を襲撃させ、その後に殺害する。
それを知ったリカは、みどりや仲間たち、そして圭一の弟・竜二とともに大矢組へ反撃を開始する。

## キャスト
- リカ：大信田礼子
- マリ：賀川雪絵
- 長子：橘ますみ
- センミツ：集三枝子
- おゆき：市地洋子
- ツナオ：左とん平
- 村木鉄五郎：伴淳三郎
- みどり：片山由美子
- マカオ：たこ八郎
- 荒井圭一：中谷一郎
- 荒井竜二：渡瀬恒彦
- 大矢松造：金子信雄
- 青田：永山一夫
- 尾仁屋：南利明
- 浜田：滝俊介
- ひろ子：円山理映子
- ラーメン屋のトラ：笠置シヅ子
- 園長：山田禅二
- 間志目：大泉滉
- ゴーゴークラブの歌手：北原ミレイ
- マリの父：河合絃司
- マリの母：山本緑
- 風俗の客：東八郎
- 大矢の子分：佐藤晟也

## スタッフ
- 監督：山口和彦
- 脚本：宮下教雄・山口和彦
- 企画：吉峰甲子夫・高村賢治
- 撮影：仲沢半次郎
- 音楽：津島利章
- 美術：藤田博
- 編集：長沢嘉樹
- 録音：長井修堂
- スチル：藤井善男
- 照明：元持秀雄
- 助監督：深町秀煕

## 主題歌・挿入歌
主題歌
「ざんげの値打ちもない」 歌：北原ミレイ、作詞：阿久悠／作曲：村井邦彦
挿入歌
「棄てるものがあるうちはいい」 歌：北原ミレイ、作詞：阿久悠／作曲：村井邦彦

## 映像ソフト
- 2008年8月8日に東映ビデオからDVDが発売されている（DSTD02860）。

## 同時上映
『日本侠客伝 刃』
- 脚本：笠原和夫 / 監督：小沢茂弘 / 主演：高倉健
- 『日本侠客伝シリーズ』第11作にして最終作。